# Engelbrekts församlingshus

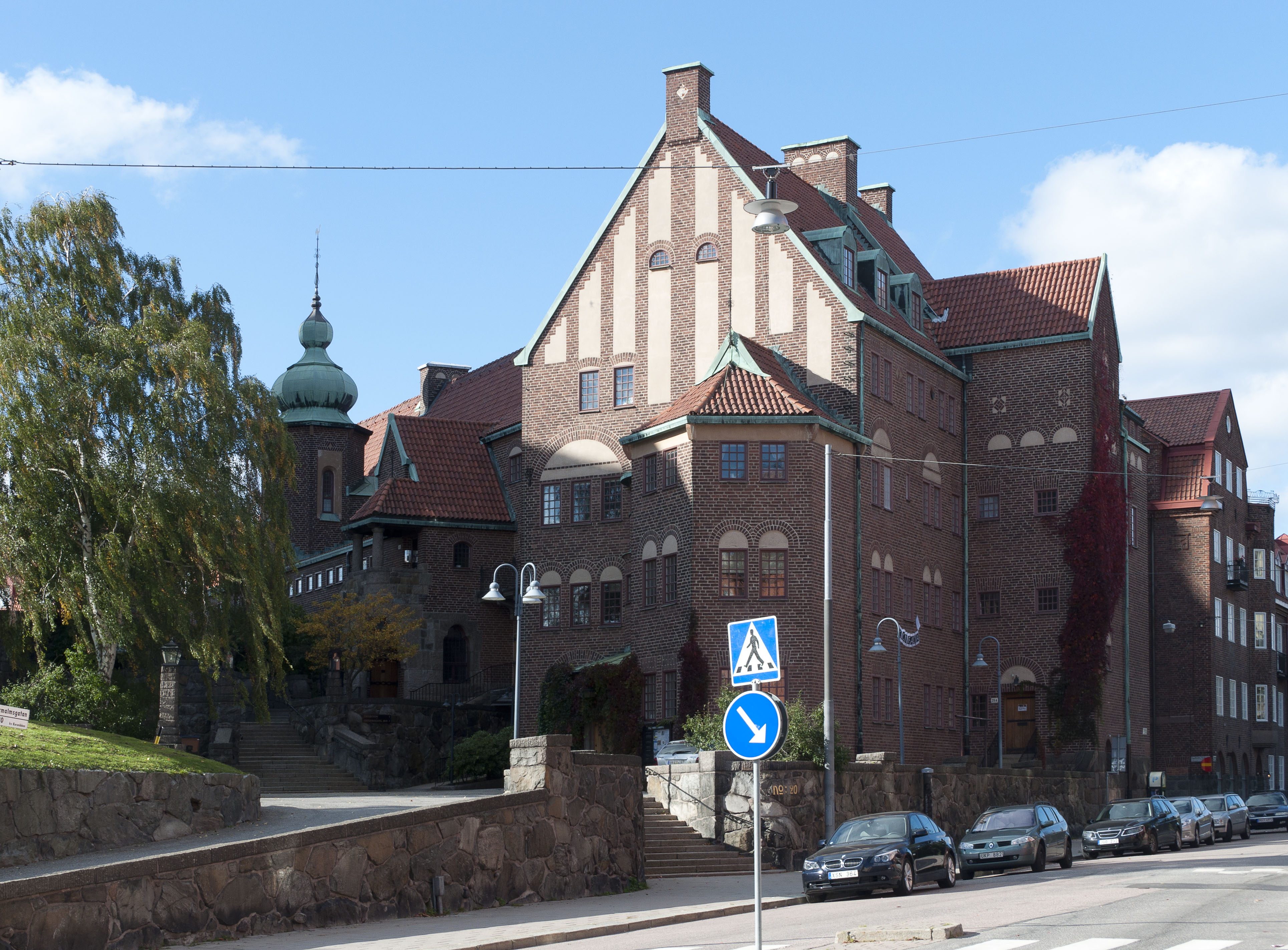
Engelbrekts församlingshus sett från Östermalmsgatan, 2010.

Engelbrekts församlingshus (även kallat Engelbrekts församlingshem) är en kulturhistoriskt mycket värdefull byggnad på kvarteret Korsnäbben på Östermalm i Stockholm. Församlingshuset uppfördes 1910–1911 för Engelbrekts församling efter ritningar av arkitekt Lars Israel Wahlman. Byggnaden och intilliggande Engelbrektskyrkan är blåmärkt av Stadsmuseet i Stockholm vilket är den högsta klassen och innebär "att bebyggelsen bedöms ha synnerligen höga kulturhistoriska värden".

## Planering

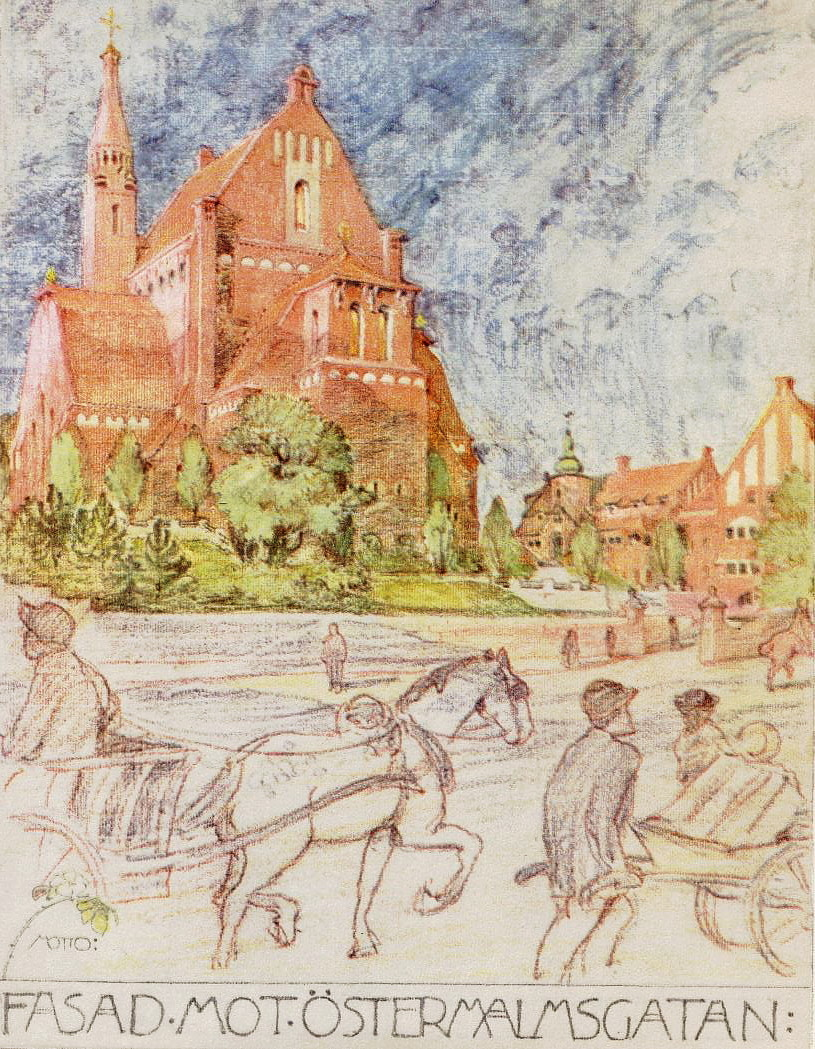
Wahlmans tävlingsförslag från 1906 med kyrkan till vänster och församlingshuset till höger.

Redan 1904 hade Stockholms stad upplåtit mark för församlingens nya huvudkyrka och tillhörande församlingshus. En ny stadsplan för området kring dåvarande kvarteret Domherren upprättades 1907 av stadsingenjören Gustaf von Segebaden och antogs 1908. Den anknöt till en stadsplan från 1902 ritat av arkitekt Per Olof Hallman. Kyrkkvarteret fick sedermera namnet Korsnäbben som följer Lärkstadens fågelnamn. 
På grund av den enorma befolkningsökningen på Östermalm under 1800-talets sista decennier delades år 1906 Hedvig Eleonora församling i tre församlingar varvid Oscars och Engelbrekts församlingar tillkom. Den 15 september 1905 tillsattes en prisnämnd av kyrkorådet i Hedvig Eleonora församling. Nämndens uppdrag var att samla in och bedöma tävlingsritningar till en ny kyrka med församlingshus för blivande Engelbrekts församling.
I december 1905 utlystes sedan en arkitekttävling för den nya kyrkan med församlingshus. Det inkom 22 förslag. I maj 1906 tilldelades Lars Israel Wahlman tävlingens första pris för förslaget nr 16 med mottot En blomma med kvist. Prisnämnden motiverade sitt val med att det vinnande förslaget hade en "sjalfständig, helgjuten karaktär med åtminstone hvad det yttre angår en för våra förhållanden synnerligen lämplig och på samma gång originell arkitektur ..." 
Både kyrka och församlingshus kom att uppföras i nära anslutning till Wahlmans ursprungliga intentioner. Kyrkan fick dock – istället för tävlingsförslagets två låga – ett högt torn. Ansvarig byggmästare var byggnadsingenjören Vilhelm Norrbin som även byggde Engelbrektskyrkan och dessförinnan stått för bygget av församlingens kapell vid Hjorthagen (Hjorthagens kyrka).

## Arkitektur

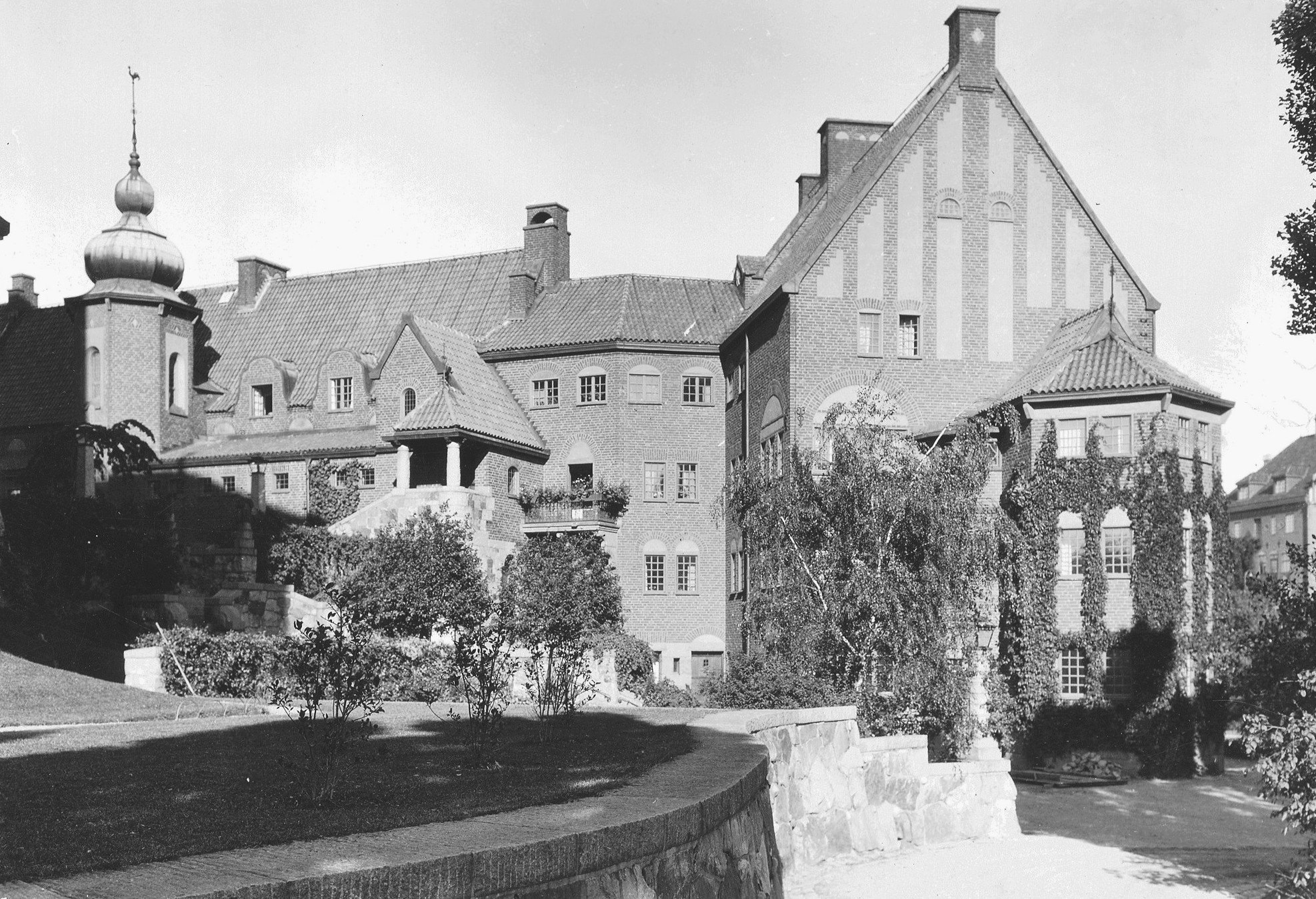
Församlingshuset 1923.

Församlingshuset placerades norr om kyrkbyggnaden där Wahlman tog vara på nivåskillnaden mellan den lägre Engelbrekts Kyrkogatan och kyrktomtens platå som utgör som mest cirka åtta meter. Mot gatan reser sig huset i fyra våningar med fasader i mörkrött tegel, en hög gavel samt ett burspråk i form av en karnap, som hörde till kyrkoherdens matsal. Mot kyrkan gestaltade Wahlman en småskalig och pittoresk varierad gårdsfasad som i sin nordöstra del har tre våningar och följer platån via bastanta stentrappor upp till sin högsta punkt. 
Här ligger församlingshusets kyrksal, med dubbel våningshöjd, vita väggar och öppen takstol med brunlaserad panel. Framför reser sig det asymmetriskt placerade tornet, krönt av en kopparklädd lökkupol med kyrktupp högst upp. I högdelen anordnades lokaler för pastorsexpedition, församlingen rum, sessionssal, arkiv och liknande samt bostäder för personalen. Kyrkoherdens våning innehöll åtta rum och kök, komministern förfogade över en bostad om sex rum och kök och klockaren om fem rum och kök. 
I formspråk och byggmaterial ansluter församlingshuset till kyrkobyggnaden med sina branta tegeltak, tegelfasader, gavlar och burspråk och är ett framstående exempel från svensk jugend- och nationalromantikens epok. Huset invigdes 1911, fyra år före kyrkan. Under övergångstiden nyttjades församlingshusets kyrksal som församlingskyrka. Ett planerat diakonihus, också det ritat av Wahlman, blev inte byggt.

### Originalritningar

Wahlmans arkitektritningar från 1908 och 1909
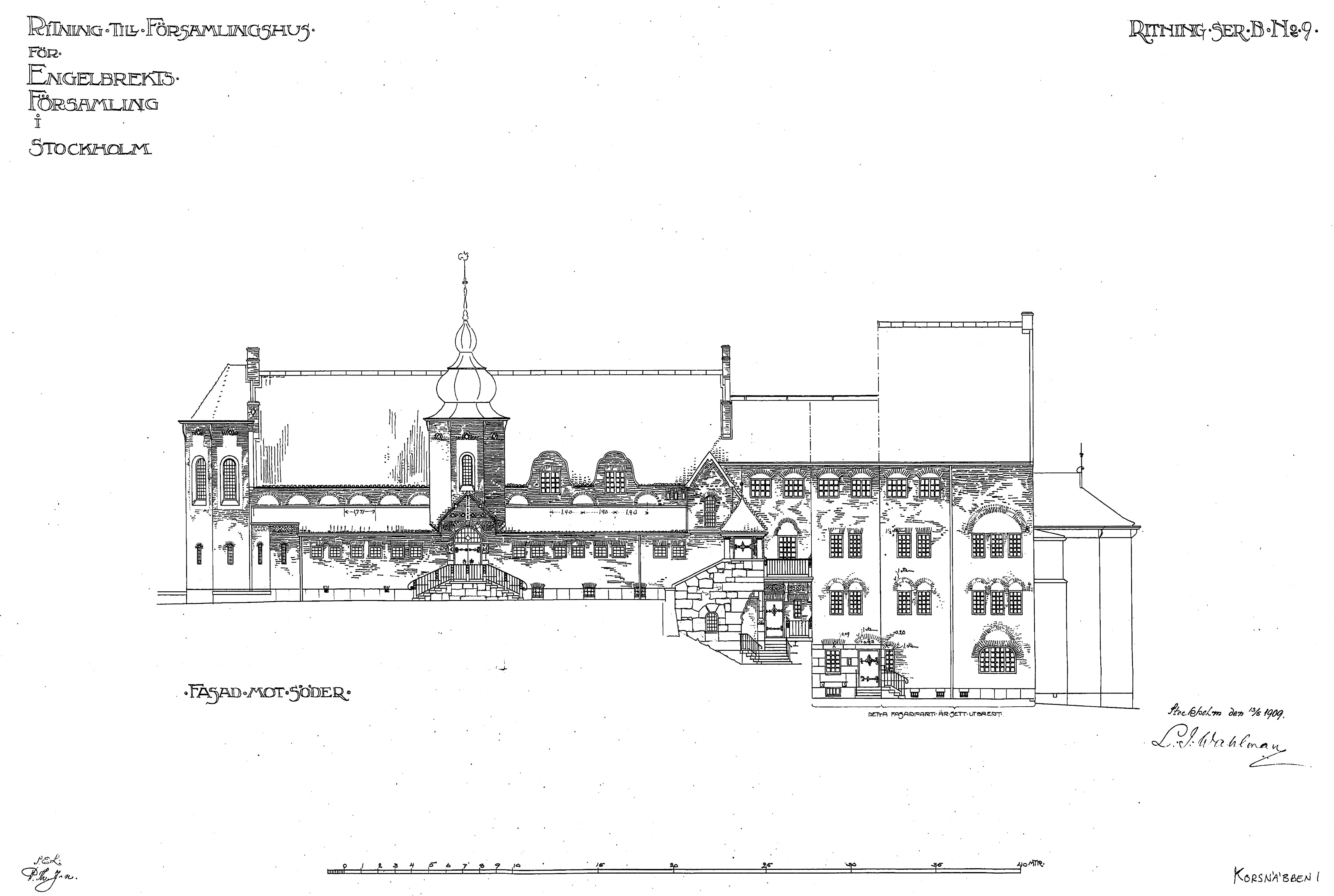
Fasad mot kyrkan.
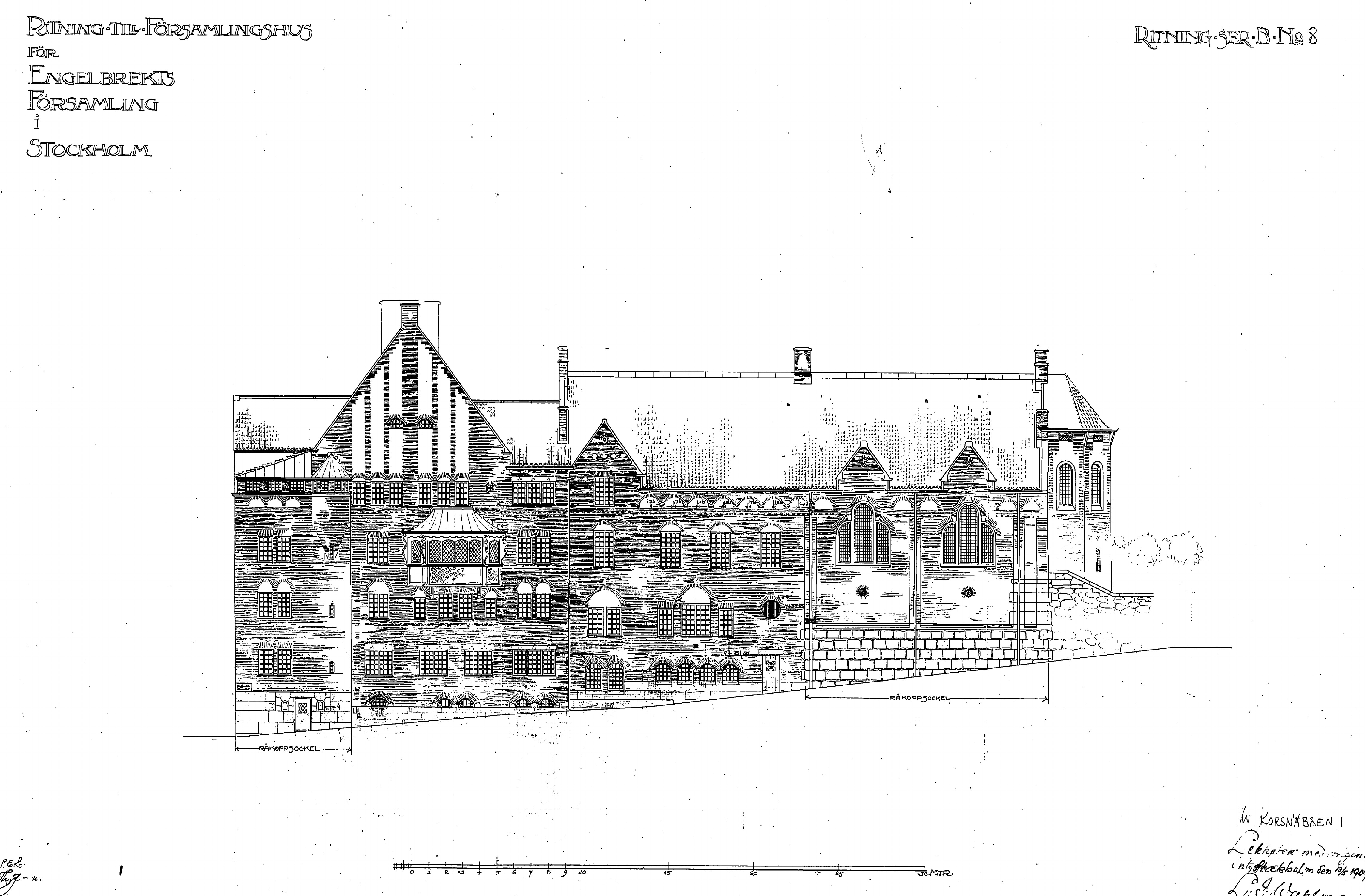
Fasad mot Engelbrekts kyrkogata.
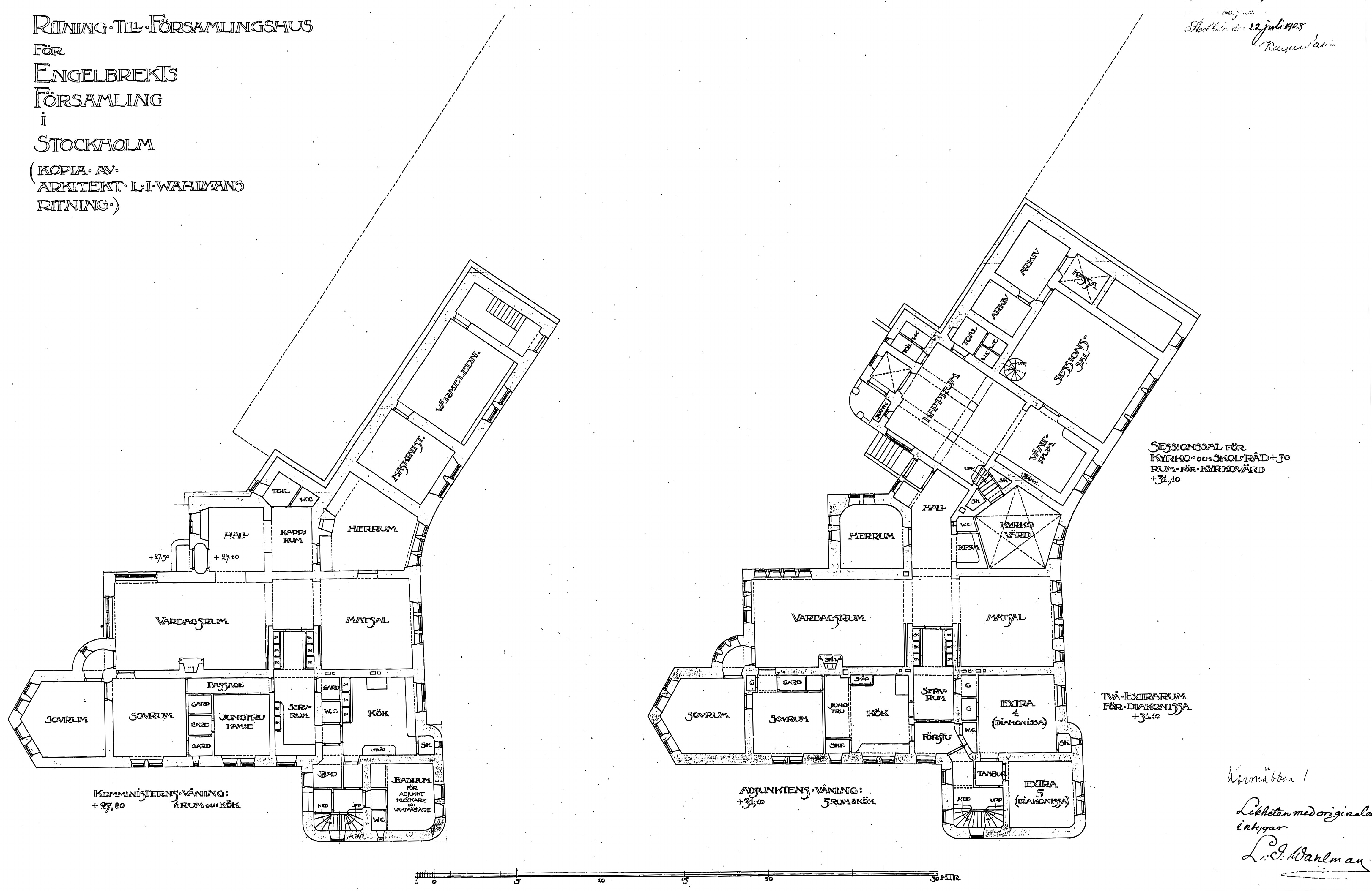
Komministerns och adjunktens våning.
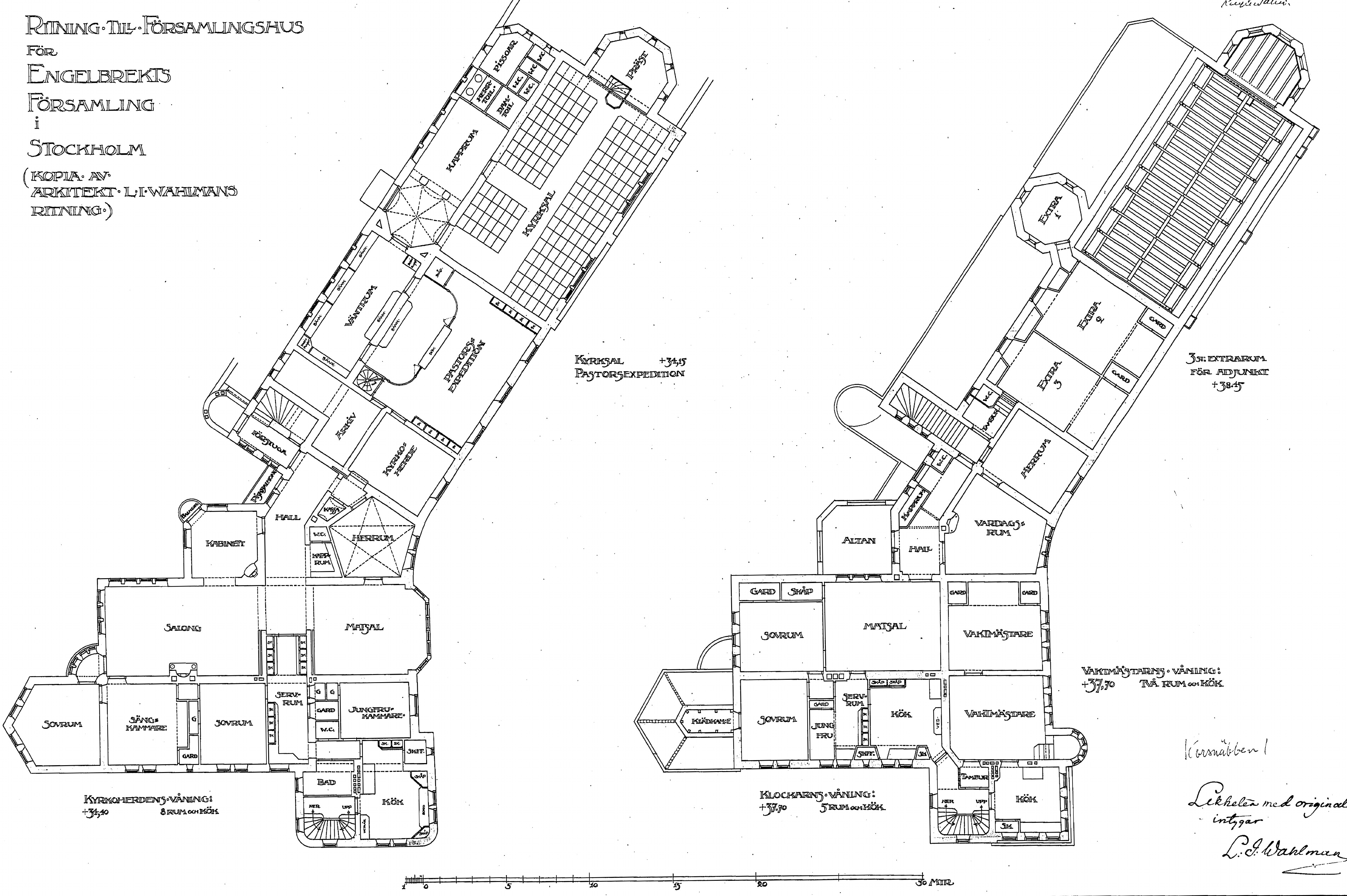
Kyrkoherdens och klockarens våning.

### Nutida bilder

Fasaddetaljer
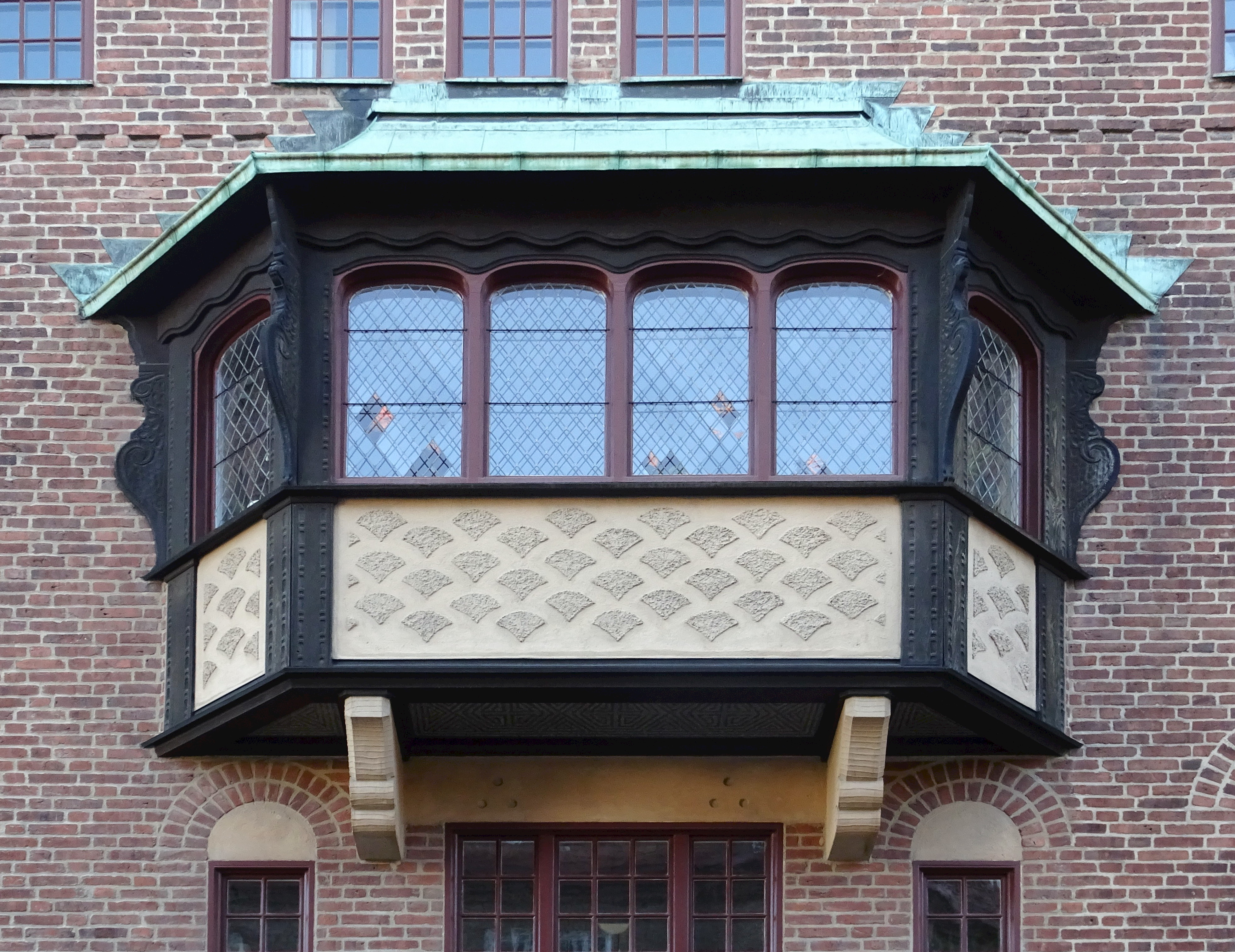
Burspråk mot Engelbrekts kyrkogata.
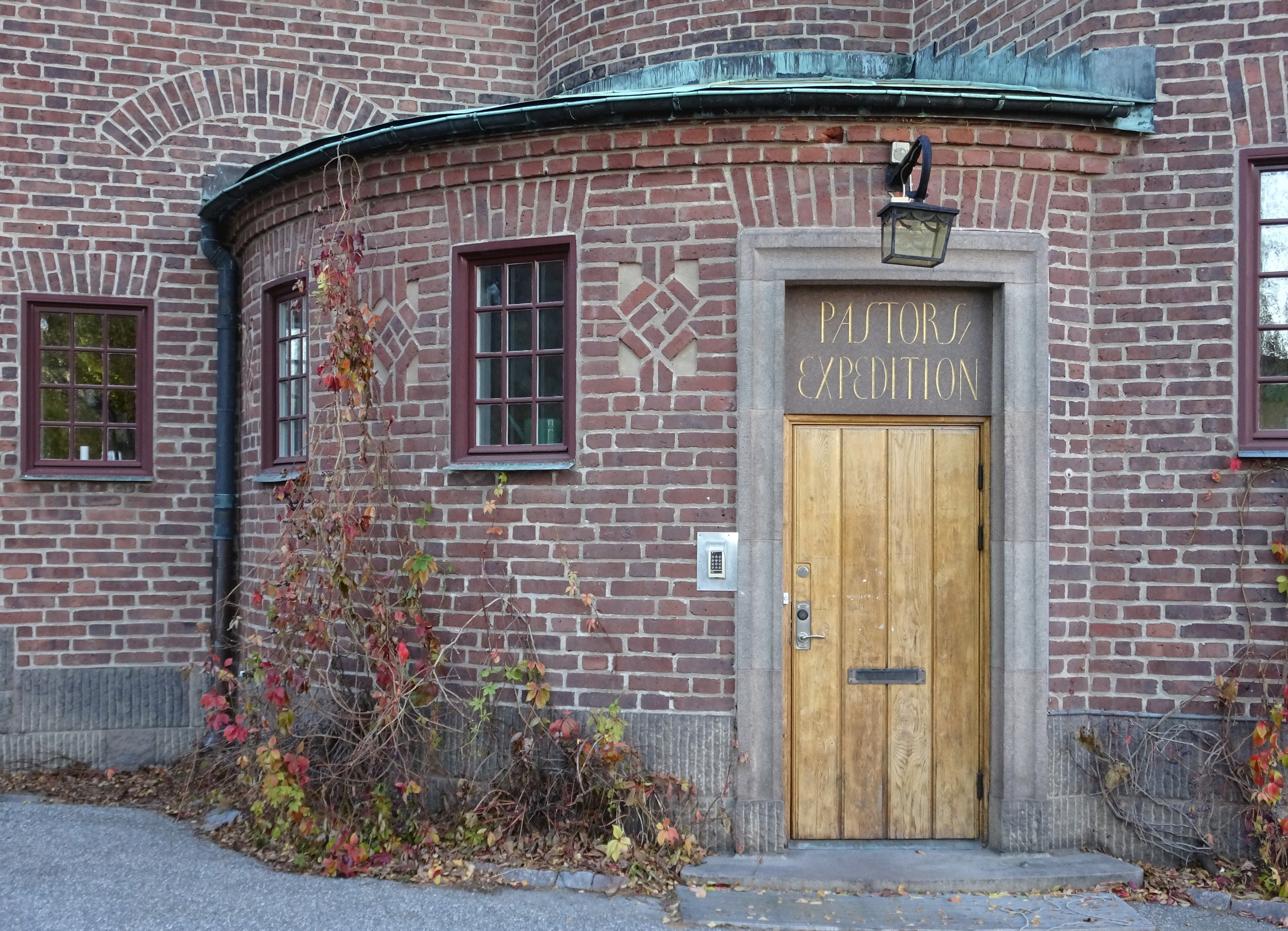
Entré till pastorsexpedition.
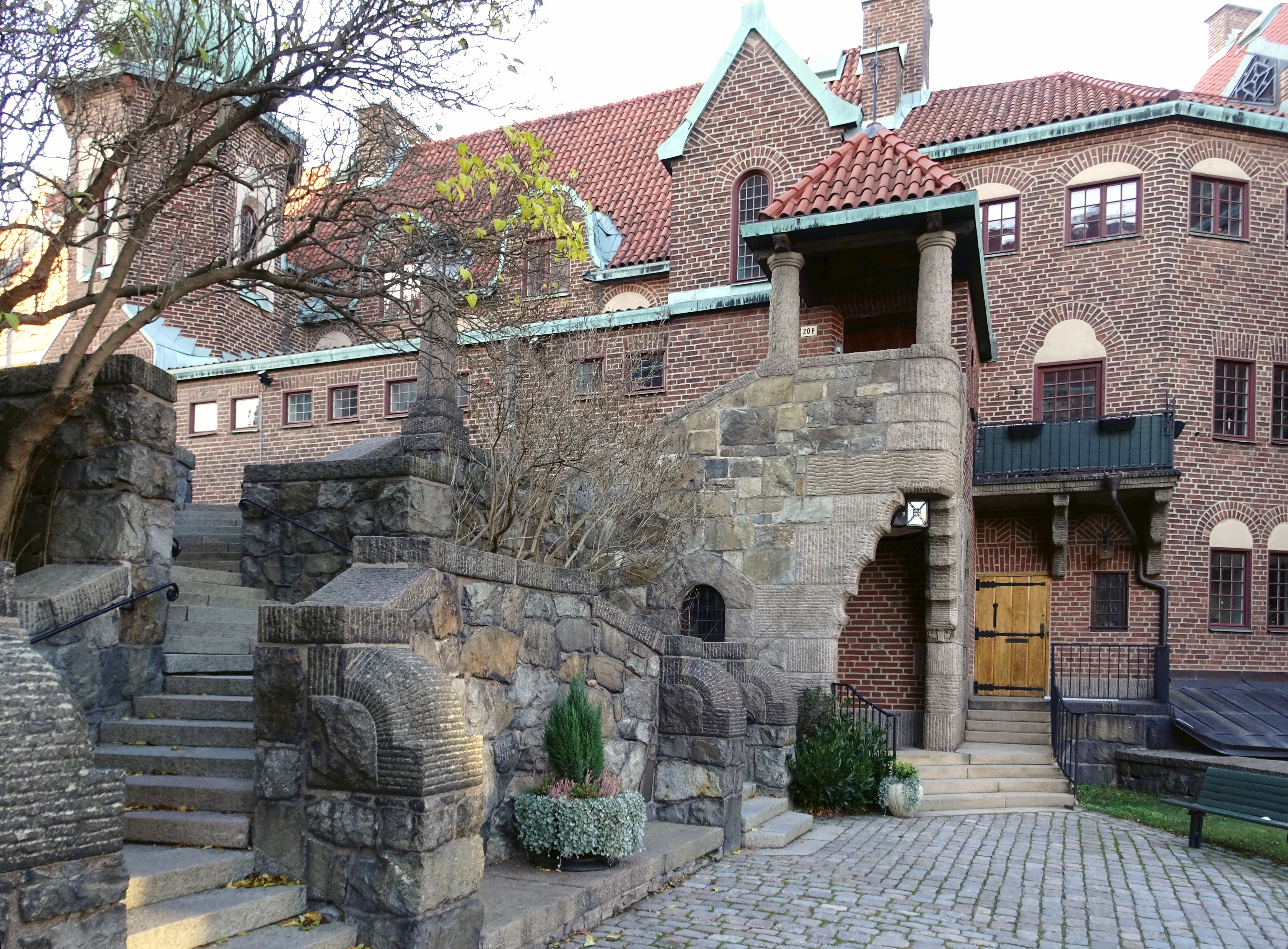
Trappan mellan låg- och högdelen.
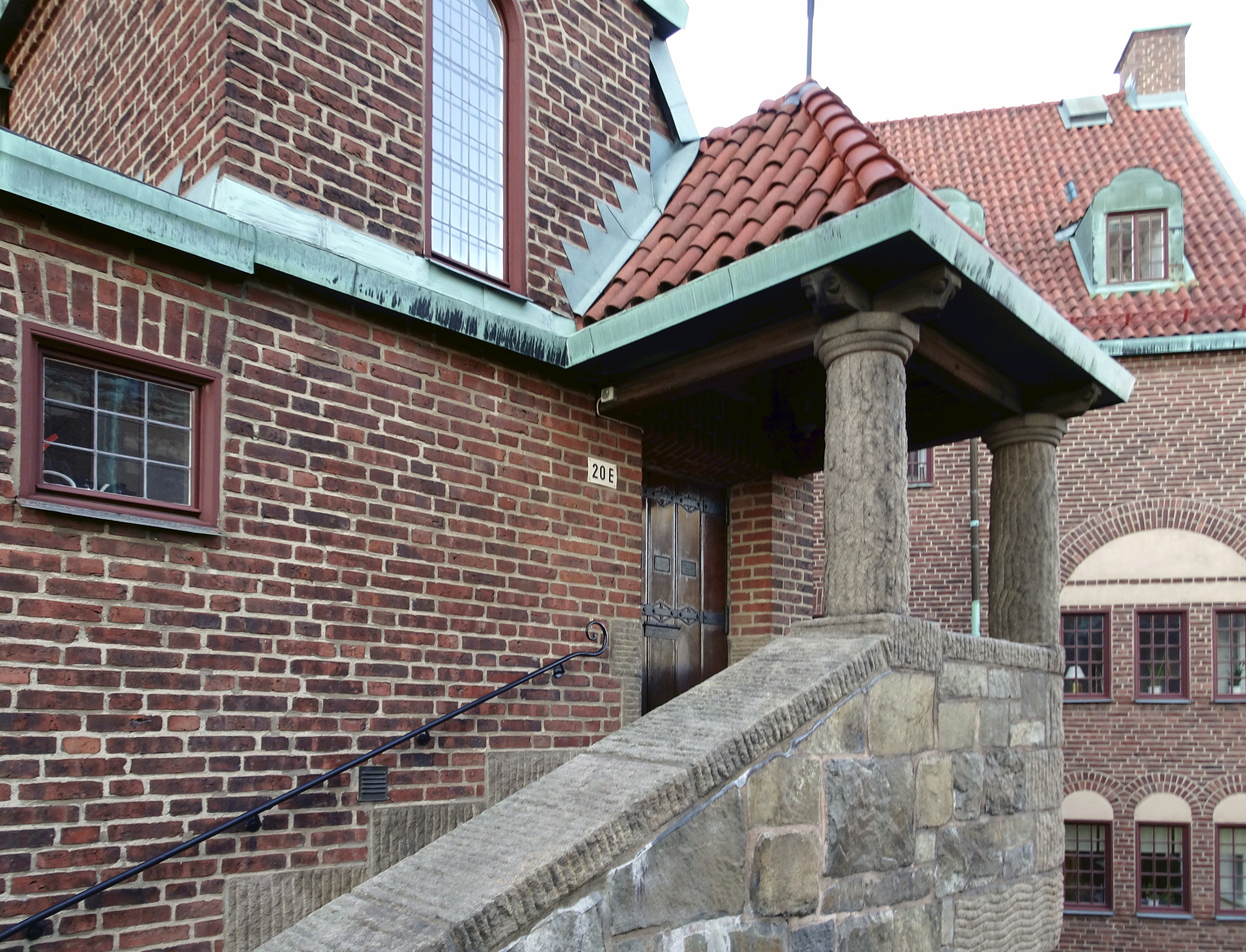
Trappa och entré till bostadsdelen.
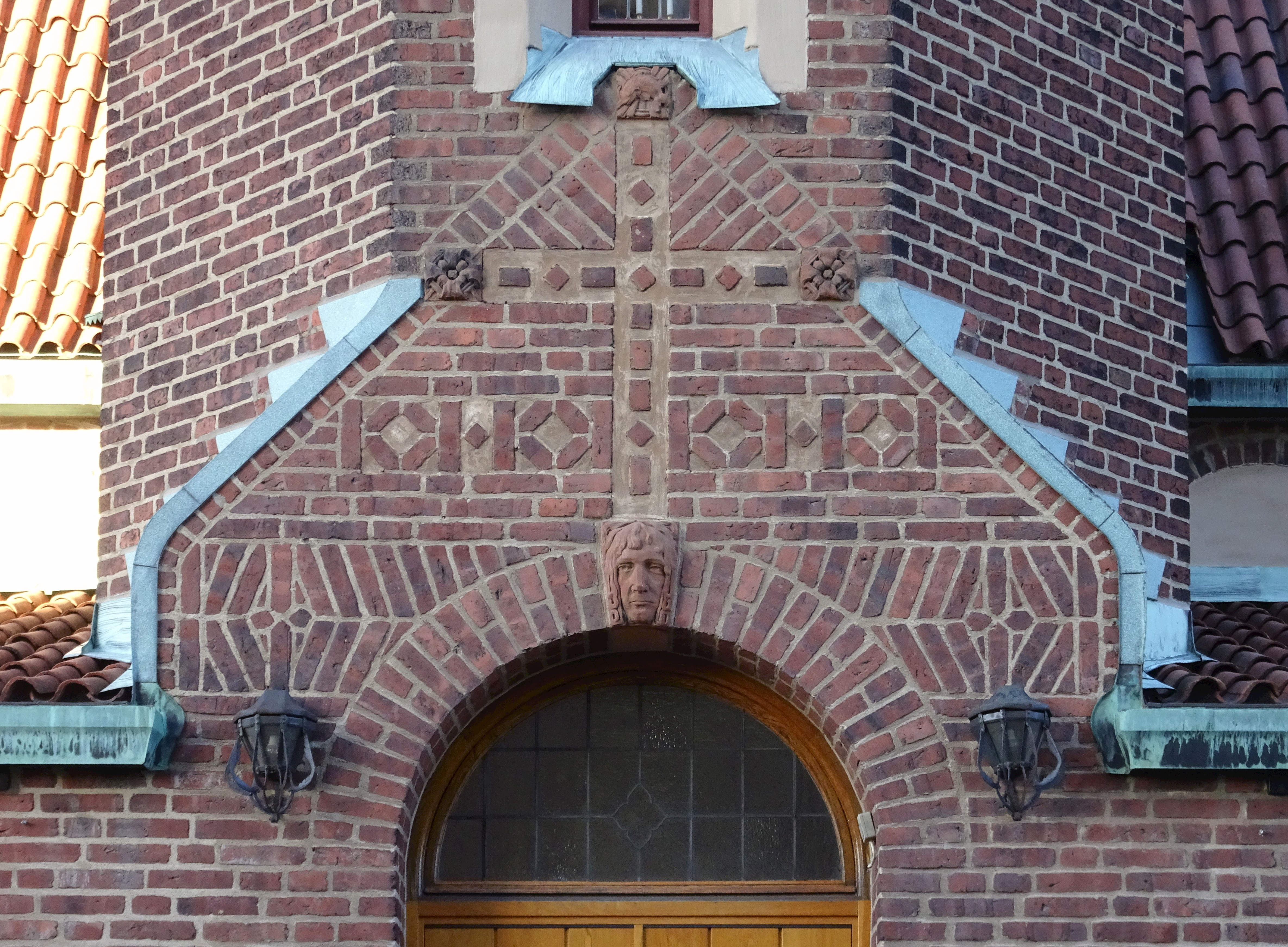
Portalöverstycket till kyrksalen.